# Songambele (Dodoma)
Songambele è una circoscrizione rurale (rural ward) della Tanzania situata nel distretto di Kongwa, regione di Dodoma. Conta una popolazione di 17 712 abitanti (censimento 2012).